# Tebas Hipoplacia
Tebas o Teba Hipoplacia (en griego antiguo Θήβη Ὑποπλακίη, Thếbê Hupoplakíê) era una ciudad de la Antigüedad situada en el noroeste de la península de Anatolia. 

## Geografía
Estrabón la sitúa a 60 estadios de Adramitio. Pomponio Mela dice que estaba entre Adramitio y Cistene. Josef Stauber la ubica en Paşa Dağ, a 2 km al nornoreste de Edremit, sin embargo en otra publicación anterior la sitúa en Küçuk Çal Tepe.
Estrabón, según sus palabras, sitúa a Tebas y a Lirneso «en lo que luego se llamó llanura tebana». Destaca la fertilidad y riqueza de esta llanura, al igual que Heródoto, Jenofonte, Polibio y Tito Livio. Historiadores como Walter Leaf han especulado sobre su localización, pero no han llegado a identificar la llanura ni la ciudad. Estrabón, sin precisar la época, informa que, debido a su fertilidad, se disputaron la llanura tebana los misios y los lidios, y posteriormente los griegos que la colonizaron procedentes de Eólida y de la isla de Lesbos. Añade que en sus tiempos, siglo II, la llanura estaba ocupada por los adramitenos.
El topónimo difiere según algunos autores griegos: Ὑποπλάκιος Θήβη. Θήβη, Θήβαι, Θήβα Πλακία,
Las únicas menciones en las épocas arcaica y clásica a Tebas como polis, están conectadas con la tradición homérica. Sin embargo, Quinto Curcio Rufo se refiere a Tebas como «urbs», de manera retrospectiva en el contexto del siglo IV a. C.

## Historia
Heródoto menciona expresamente a Tebas en un pasaje de un capítulo de su relato de la segunda guerra médica. Refiere que el ejército del rey aqueménida Jerjes I en su camino para la invasión de Grecia continental, se encaminó desde Lidia hacia el río Caico y la región de Misia, se dirigió por el territorio de Atarneo a la ciudad de Carena, y tras rebasarla las tropas fueron remontando la costa hacia el norte, fueron luego hacia el noreste, por la ruta costera que contorneaba el Golfo Adramiteno, hasta llegar a Adramitio, ciudad sita en la fértil llanura de Tebas.
En el siglo IV a. C., Tebas acuñó monedas de bronce, en las que figuran las leyendas ΘΗΒ o ΘΗΒΑ.

## Mitología
Según la mitología griega estaba gobernada por el rey Eetión y fue saqueada por Aquiles durante la guerra de Troya. Andrómaca, hija de Eetión, así como Criseida, procedían de esta ciudad.
Uno de los caballos de Aquiles, Pédaso, también había sido traído de esta ciudad.